# لارس آیدینگر
لارس آیدینگر (آلمانی: Lars Eidinger؛ زادهٔ ۲۱ ژانویهٔ ۱۹۷۶) بازیگر اهل آلمان است.
از فیلم‌ها یا برنامه‌های تلویزیونی که وی در آن نقش داشته‌است، می‌توان به هر کس دیگر، دوزخ، ابرهای سیل ماریا ، babylon berlin , خولتسیوس و پلیکان کامپنی، مأمور خرید شخصی و درس‌های فارسی  اشاره کرد.